# Unidos de Guaianases
Unidos de Guaianases é uma escola de samba da cidade de São Paulo.

## História
Fundada em 17 de fevereiro de 1980, no bairro de Guaianases, por um grupo de amigos após um jogo de futebol de um time do bairro, sentindo assim a necessidade de fundar uma agremiação voltada ao samba, resolveram fundar uma escola. O nome aclamado por todos "UNIDOS DE GUAIANASES". As cores vermelho, verde e branco, que eram as cores do time do bairro, foram adotadas pela escola.
Durante muito tempo, a escola realizou desfiles no próprio bairro, filiando-se ao Carnaval Oficial de São Paulo, foi a primeira escola a desfilar no Sambódromo do Anhembi após sua inauguração.

## Segmentos

### Presidentes
| Nome                 | Mandato   | Ref.  |
| -------------------- | --------- | ----- |
| Antonio Gomes (Totó) | 2014/2016 | [ 1 ] |

### Intérpretes
| Carnavais | Intérprete oficial        | Ref.  |
| --------- | ------------------------- | ----- |
| 1989      | Cajo e Bie                |       |
| 1993-1997 | Cajó                      |       |
| 1998-2000 | Zé Carlos                 |       |
| 2001      | Cajó, Terra e Filé        |       |
| 2002      | Cajó, Zé Carlos e Ronaldo |       |
| 2003      | Zé Carlos e Cajó          |       |
| 2004      | Márcio                    |       |
| 2005-2017 | Zé Carlos                 |       |
| 2018      | Zé Carlos e André Lemos   |       |
| 2019      | Pixulé                    | [ 2 ] |
| 2020-2024 | Zé Carlos                 |       |

### Diretores
| Ano  | Diretor de Carnaval | Diretor Geral de Harmonia                        | Mestre de Bateria | Ref.  |
| ---- | ------------------- | ------------------------------------------------ | ----------------- | ----- |
| 2014 | Titio               | Negralha                                         | Elcio             | [ 3 ] |
| 2015 | Ulisses Ribeiro     | Comissão de harmonia                             | Élcio e Nenê      | [ 4 ] |
| 2018 | Michele Gedor       | Beto Vinícius, Cristiane Lopes e Jussara Brandão | Nenê              | [ 1 ] |
| 2019 | Michele Gedor       | Michele Gedor                                    | Elton             |       |
| 2020 | Michele Gedor       | Jenifer                                          | Elton             |       |
| 2022 | Eramos              | Jenifer                                          | Danilo            |       |
| 2023 | Michele Gedor       | Daniele Santos                                   | Danilo            |       |
| 2024 | Cadu                | Comissão de Harmonia                             | Nenê              |       |

### Casal de Mestre-sala e Porta-bandeira
| Ano       | Nome                             | Ref.  |
| --------- | -------------------------------- | ----- |
| 2011-2012 | Everson Sena e Danielle Carla    |       |
| 2013      | Tassiane Martins                 |       |
| 2014      | Gabriel Silva e Maria Cristina   |       |
| 2018-2019 | Eduardo Santos e Scarlet Santana | [ 3 ] |
| 2020      | Leo e Alex                       |       |
| 2022      | Leo e Vinicius                   |       |
| 2023-2024 | Leo e Rud Gonçalves              |       |

### Corte de Bateria
| Ano       | Nome              | Ref.  |
| --------- | ----------------- | ----- |
| 2016      | Gabriela Carvalho | [ 3 ] |
| 2019-2023 | Jenifer Weida     |       |

## Carnavais
| Ano  | Colocação | Grupo | Enredo | Carnavalesco | Ref.        |
| 1989 | Campeã | Seleção | Sambando Com Seu Nenê, Inocêncio e Pé Rachado                                                                          | |             |
| 1990 | Campeã | 4-UESP | Luiz Lua Gonzaga, o Astro-Rei do Sertão                                                                                | |             |
| 1991 | Campeã | 3-UESP | Pequenos Grandes Homens (Homenagem ao ex-jogador Zico)                                                                 | |             |
| ---- | --- | --- | --- | --- | ----------- |
| 1992 | 5º Lugar | 2-UESP | Ziriguidum Sampa | |             |
| 1993 | Vice-campeã | 2-UESP | O Dia dos Dias | Natalício |             |
| 1994 | 7º Lugar | 1-UESP | Estrela Clara Clareou                                                                                                  | Natalício |             |
| 1995 | 4º Lugar | 2-UESP | Uma Viagem aos Bares da Vida                                                                                           | |             |
| 1996 | 5º Lugar | 2-UESP | O Homem Descobriu, Viajar Foi Preciso                                                                                  | |             |
| 1997 | 4º Lugar | 2-UESP | Do Milho ao Milhão | |             |
| 1998 | 10º Lugar | 1-UESP | O Conto do Vigário | Marquinhos JB |             |
| 1999 | 12º Lugar | 2-UESP | A Trajetória Mágica da Dança Na Formação de Um País - Dança Brasil                                                     | |             |
| 2000 | Campeã | 3-Leste | Feliz Aniversário Brasil                                                                                               | |             |
| 2001 | 10º Lugar | 2-UESP | Carnavegando ao Futuro                                                                                                 | Fernando Fernandes |             |
| 2002 | Campeã | 3-Leste | Um Clamor de Justiça Sob os Olhos de Xangô                                                                             | Comissão de Carnaval                                                                                                   |             |
| 2003 | 13º Lugar | 2-UESP | Embu das Artes, Terra de Arte e Artistas                                                                               | Anselmo Brito |             |
| 2004 | 8º Lugar | 3-Leste | De Cidade Aquariana à Selva de Pedra, Quem Sou Eu? São Paulo                                                           | |             |
| 2005 | Vice-campeã | 3-Leste | Guaianases, Um Caso de Amor                                                                                            | Anselmo Brito |             |
| 2006 | 9º Lugar | 2-UESP | Abracadabra, Abrem-se as Portas da Imaginação                                                                          | Anselmo Brito |             |
| 2007 | 9º Lugar | 3-UESP | Civilização da Cana de Açúcar                                                                                          | Anselmo Brito |             |
| 2008 | 7º Lugar | 3-UESP | De Ngola à Angola, Minha Origem, Minha História, Meu Negro Amor Por Este Chão!                                         | Ulisses Ribeiro |             |
| 2009 | 11º Lugar | 3-UESP | São Paulo Cidade da Folia. Taí o Nosso Carnaval!                                                                       | Ulisses Ribeiro |             |
| 2010 | 9º Lugar | 3-UESP | Amazonas, O Eldorado do Brasil                                                                                         | |             |
| 2011 | 8º Lugar | 3-UESP | Vencer, domar, lutar, ressurgir… Unidos de Guaianases é superação no Carnaval 2011 e no seu coração                    | Ulisses Ribeiro |             |
| 2012 | 5º Lugar | 3-UESP | Vamos Virar este Jogo!                                                                                                 | Ulisses Ribeiro |             |
| 2013 | 3º Lugar | 3-UESP | De rei de Oyó a Orixá da justiça. Kaô Xangô                                                                            | Lynno Brandão |             |
| 2014 | 10º Lugar | 2-UESP | A Unidos de Guaianases declara: tá aí, eu fiz tudo para você gostar de mim Compositor: Zé Carlos.                      | Lynno Brandão | [ 5 ] [ 3 ] |
| 2015 | 11º lugar | 2-UESP | Xingu: Na luta constante pela preservação da vida em defesa da mãe natureza Compositores:Carioca e Ronaldo Gama        | Carioca | [ 4 ]       |
| 2016 | 11º lugar | 3-UESP | Do lê, lê, lê ao lá, lá, lá. Guaianases canta a musicalidade!                                                          | Ulisses Ribeiro | [ 6 ]       |
| 2017 | 5º lugar | 4-UESP | Um filho nordestino não foge à luta                                                                                    | Ulisses Ribeiro, Alex Santos e Glicério Gomes                                                                          |             |
| 2018 | Campeã | 4-UESP | Guaianases vai à Feira e faz a festa Compositores: Zé Carlos e André Lemos                                             | Lynno Brandão | [ 7 ]       |
| 2019 | Campeã | 3-UESP | Guaianases exalta seu pavilhão e vem mostrar que não se vive sem bandeiras                                             | Lynno Brandão | [ 8 ]       |
| 2020 | 2° Lugar | Especial de Bairros | Nas águas claras de Oxum um encontro pela fé                                                                           | Lynno Brandão | [ 9 ]       |
| 2021 | Inicialmente adiados para o mês de julho, os desfiles do Carnaval 2021 foram cancelados devido a pandemia de Covid-19. | Inicialmente adiados para o mês de julho, os desfiles do Carnaval 2021 foram cancelados devido a pandemia de Covid-19. | Inicialmente adiados para o mês de julho, os desfiles do Carnaval 2021 foram cancelados devido a pandemia de Covid-19. | Inicialmente adiados para o mês de julho, os desfiles do Carnaval 2021 foram cancelados devido a pandemia de Covid-19. | [ 10 ]      |
| 2022 | 7º Lugar | Especial de Bairros | Carolina foi a referência...Hoje a resistência somos nós                                                               | Lynno Brandão |             |
| 2023 | 5º Lugar | Especial de Bairros | Orgulhosamente Guaianases                                                                                              | Comissão de Carnaval                                                                                                   | [ 11 ]      |
| 2024 | 9º Lugar | Especial de Bairros | Orum Ayê, o mito da criação                                                                                            | Ulisses Bará | [ 12 ]      |
| 2025 | 12º Lugar | Especial de Bairros | Pra matar o preconceito é preciso resistir. Arruda para vencer, mulher preta no poder                                  | Raphael Soares |             |
| 2026 | | Acesso de Bairros 01                                                                                                   | Vovó Cambinda | Sane |             |